# Хенепин (Илиноис)
Хенепин (енгл. Hennepin) град је у америчкој савезној држави Илиноис.

## Демографија
По попису из 2010. године број становника је 757, што је 50 (7,1%) становника више него 2000. године.
| Група             | 2000.       | 2010.       |
| Белци             | 664 (93,9%) | 713 (94,2%) |
| Афроамериканци    | 8 (1,1%)    | 1 (0,1%)    |
| Азијати           | 5 (0,7%)    | 2 (0,3%)    |
| Хиспаноамериканци | 27 (3,8%)   | 32 (4,2%)   |
| Укупно            | 707         | 757         |